# Panzerbrigade 112
De Duitse Panzerbrigade 112 was een Duitse Panzerbrigade van de Wehrmacht tijdens de Tweede Wereldoorlog. De brigade werd alleen ingezet in Lotharingen, werd meteen vrijwel vernietigd in de Slag om Dompaire en kwam in actie tijdens de Slag om Arracourt.

## Krijgsgeschiedenis

### Oprichting
Panzerbrigade 112 werd opgericht op 4 september 1944 op oefenterrein Grafenwöhr.

Eigenlijk was de brigade al deels opgezet in Wehrkreis V in het voorjaar als een “Walküre”-eenheid.

### Inzet
Al op 5 september werd de brigade op transport gesteld naar Lotharingen, naar het gebied rond Épinal. De brigade kwam daar rond 10 september aan, als voorbereiding op de aanval die het 5e Pantserleger zou gaan uitvoeren om de opmars van het US 3e Leger tot staan te brengen. Maar intussen was er een plaatselijke crisis ontstaan. Elementen van de Franse 2e Pantserdivisie waren doorgebroken en hadden de  16e Volksgrenadierdivisie omsingeld. Deze dreiging kon het hele Duitse front ten zuiden van Nancy laten instorten. De brigade werd op 12 september ingezet om samen met een Kampfgruppe van de 21e Panzerdivisie in te grijpen. De brigade rukte in 2 kolonnes op: een westelijke kolonne met I./Pz.Reg 29 en een oostelijke kolonne met Pz.Abt. 2112 plus de meeste Panzergrenadiers. In de avond kwam de westelijke kolonne aan in Dompaire en besloot de nacht door te brengen in het dorp, in het dal. De door burgers gewaarschuwde Franse troepen sloten daarop de Abteilung in. Zonder kans op ontsnappen, werd de Abteilung in de volgende twee dagen door meedogenloos artillerievuur en P-47 Thunderbolt jachtbommenwerpers in de pan gehakt. Ook de te hulp schietende Pz.Abt. 2112 kreeg ervan langs. In totaal gingen 41 van de 45 Panther’s en 16 van de 46 Panzer IV’s verloren. Verder leed de brigade een geschatte verliezen van 350 doden en 1000 gewonden. De brigade was in zijn eerste gevecht volstrekt gedecimeerd en werd op de avond van 14 september onder bevel van de 21e Panzerdivisie geplaatst. Daarna verplaatste de brigade zich naar het 47e Pantserkorps, ten zuidoosten van Lunéville. Op 18 en 19 september 1944 nam de brigade, in samenwerking met de Gruppe Lüttwitz, deel aan een aanval langs de weg Baccarat-Lunéville naar het noorden en noordwesten. Het drong tot de avond van 19 september 1944 het gebied rond Moncel-lès-Lunéville-Hériménil-Xermaménil binnen en lag dus onmiddellijk ten zuiden van Lunéville. Onder toenemende vijandelijke druk, vooral vanuit de lucht, moesten de panzergrenadiers en pioniers van de brigade tegen 20 september 1944 naar het zuiden uitwijken. Het ging terug langs de Meurthe. Daar, na verliesgevende defensieve gevechten tot 23 september 1944 bij de Vezouze, rond Domjevin, werd een stevige verbinding gemaakt met groepen van de 15e Panzergrenadierdivisie, die nu aan de rechterflank grensde.

### Einde
Panzerbrigade 112 werd op 23 september 1944 opgeheven en gebruikt om de 21e Panzerdivisie opnieuw op te richten. Panzerabteilung 2112 werd op 23 september omgedoopt in Panzerabteilung 22 van de 21ste Panzerdivisie, en bezat op dat moment 25 Panzer IV en 10 Panther’s. Het I./Panzerregiment 29 bleef separaat. Panzergrenadierregiment 2112 werd al op 23 september gebruikt om de nieuwe Panzergrenadierregimenten 125 en 192 voor de 21e Panzerdivisie te vormen. Ook de brigade-eenheden werden gebruikt voor de oprichting van de 21e Panzerdivisie.

### Slagorde
- Panzerabteilung 2112 met 4 compagnieën (3 Panzer IV tank compagnieën (46 stuks), 1 Sturmgeschütz compagnie (10 stuks)) en 4 Flakpanzers
- I./Panzerregiment 29 met 3 compagnieën (3 Panther tank compagnieën (45 stuks)) en 4 Flakpanzers
- Panzergrenadierregiment 2112 met 2 bataljons
- Brigade-eenheden met nummer 2112

## Commandanten
| Rang   | Naam             | Begin            | Eind              |
| ------ | ---------------- | ---------------- | ----------------- |
| Oberst | Horst von Usedom | 4 september 1944 | 23 september 1944 |